# Anthropic
Anthropic PBC är ett privatägt amerikanskt AI-företag i San Francisco, som grundades 2021. 
Anthropic har utvecklat en serie stora språkmodeller (LLM) under namnet Claude som en konkurrent till bland andra OpenAI:s ChatGPT och Googles Gemini.
Anthropic grundades 2021 av tidigare medarbetare på OpenAI, inklusive syskonen Daniela Amodei och Dario Amodei. I september 2023 tillkännagav Amazon att det skulle investera upp till fyra miljarder US dollar i företaget, följt av ett åtagande av Google månaden därpå om att investera två miljarder US dollar.
Företaget har framför allt inriktat sin affärsverksamhet på tillämpning av sin språkmodell Claude på tillämpningar för företag-till-företag (B2B). Programmeringsboten Claude Code används också av mjukvaruutvecklare. Företaget har profilerat sig genom etiska restriktioner som att inte bygga underhållnings- och fritidsprodukter, som potentiellt kan vara beroendeskapande.